# Hárem

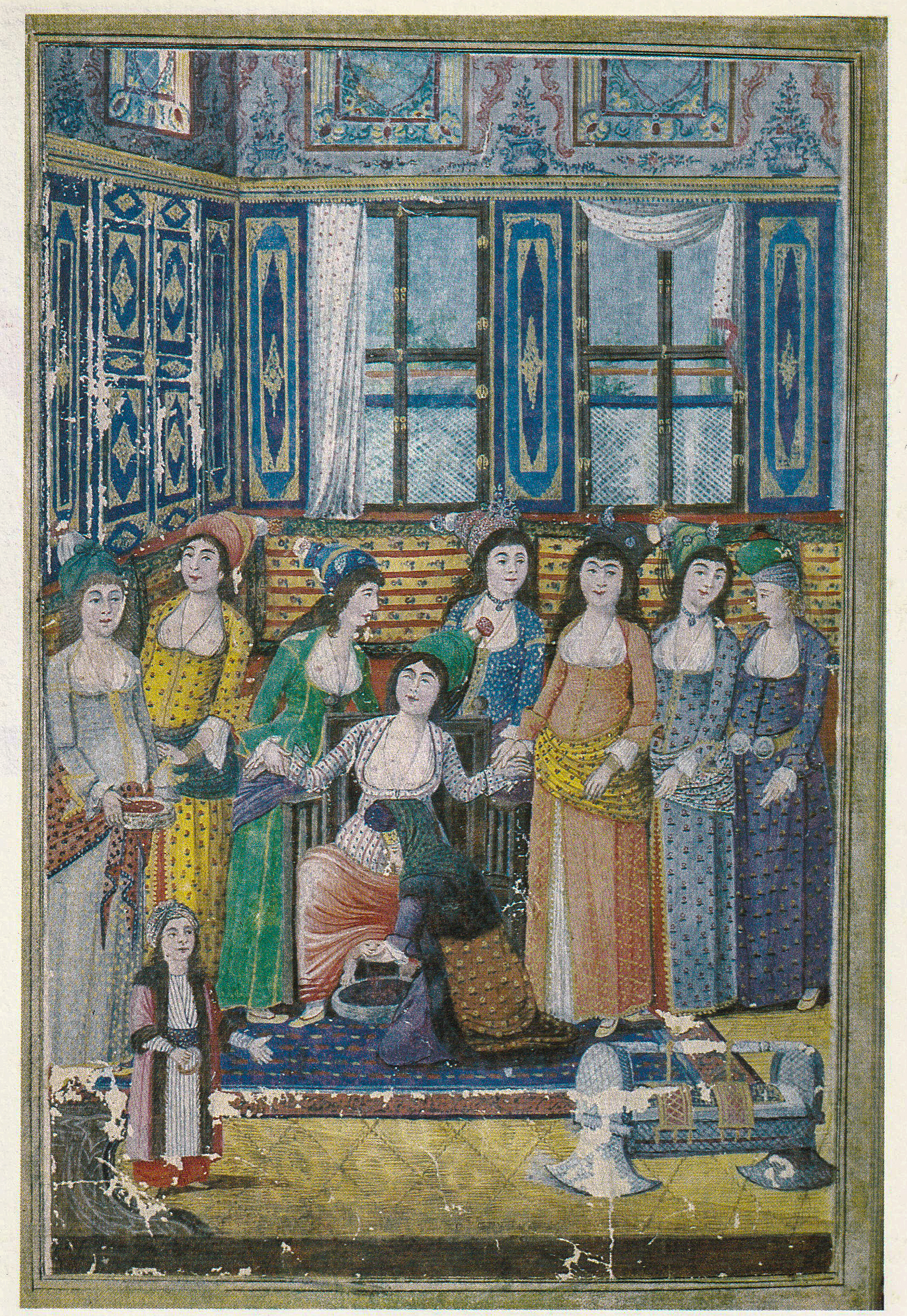
Szülés a háremben

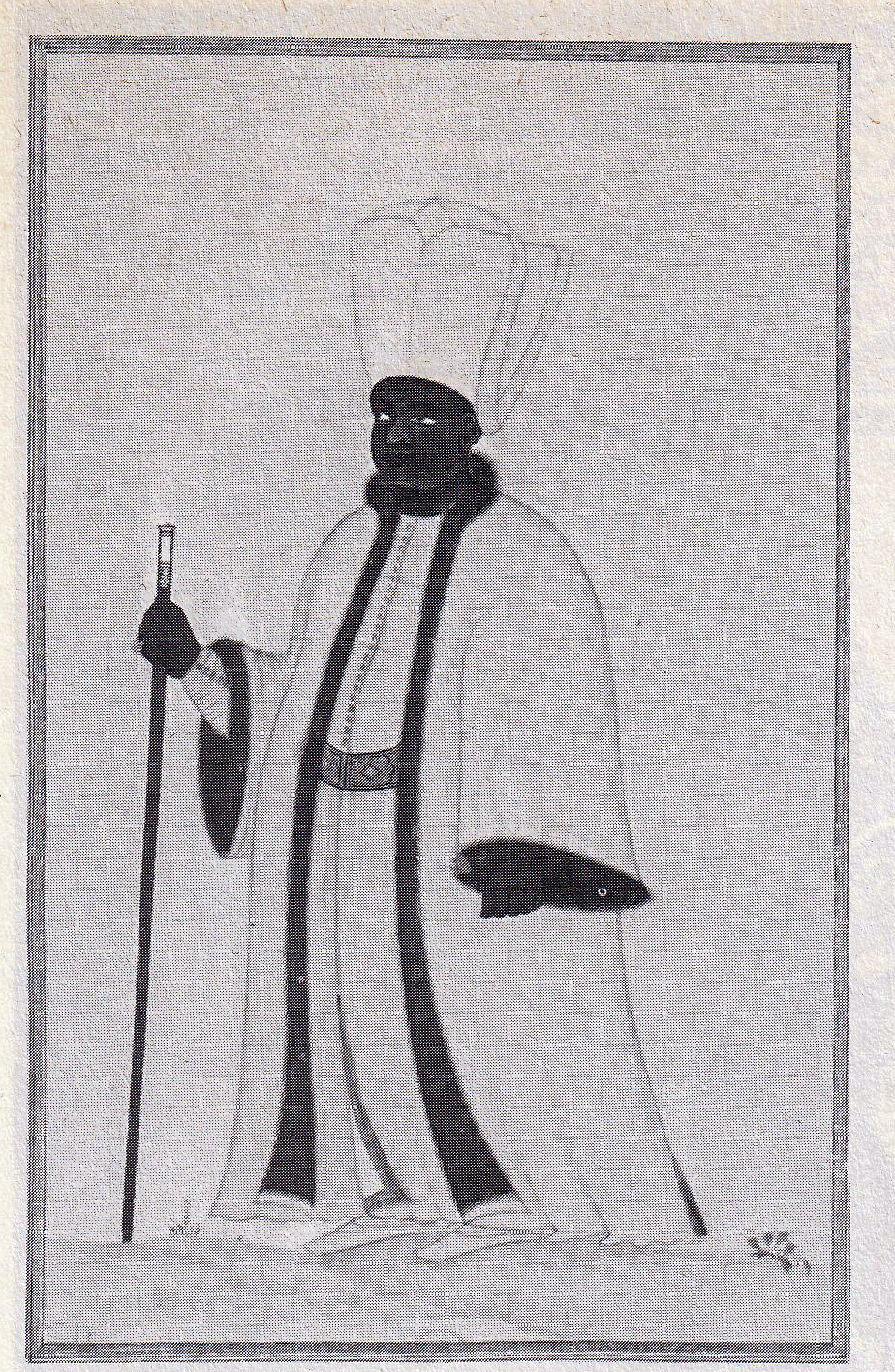
Kizlar agaszi, a fekete eunuchok főnöke

A hárem arab szó ( حريم harim), amely szent vagy tiltott helyet jelent, amely csak a nők részére van fenntartva egy muszlim házban. Így szokás nevezni a muszlim férfiak magánlakosztályát, amelynek látogatása tiltott volt azok számára, akik nem családtagok, kivéve a múltban a hárem őreiként alkalmazott, herélt eunuchokat.

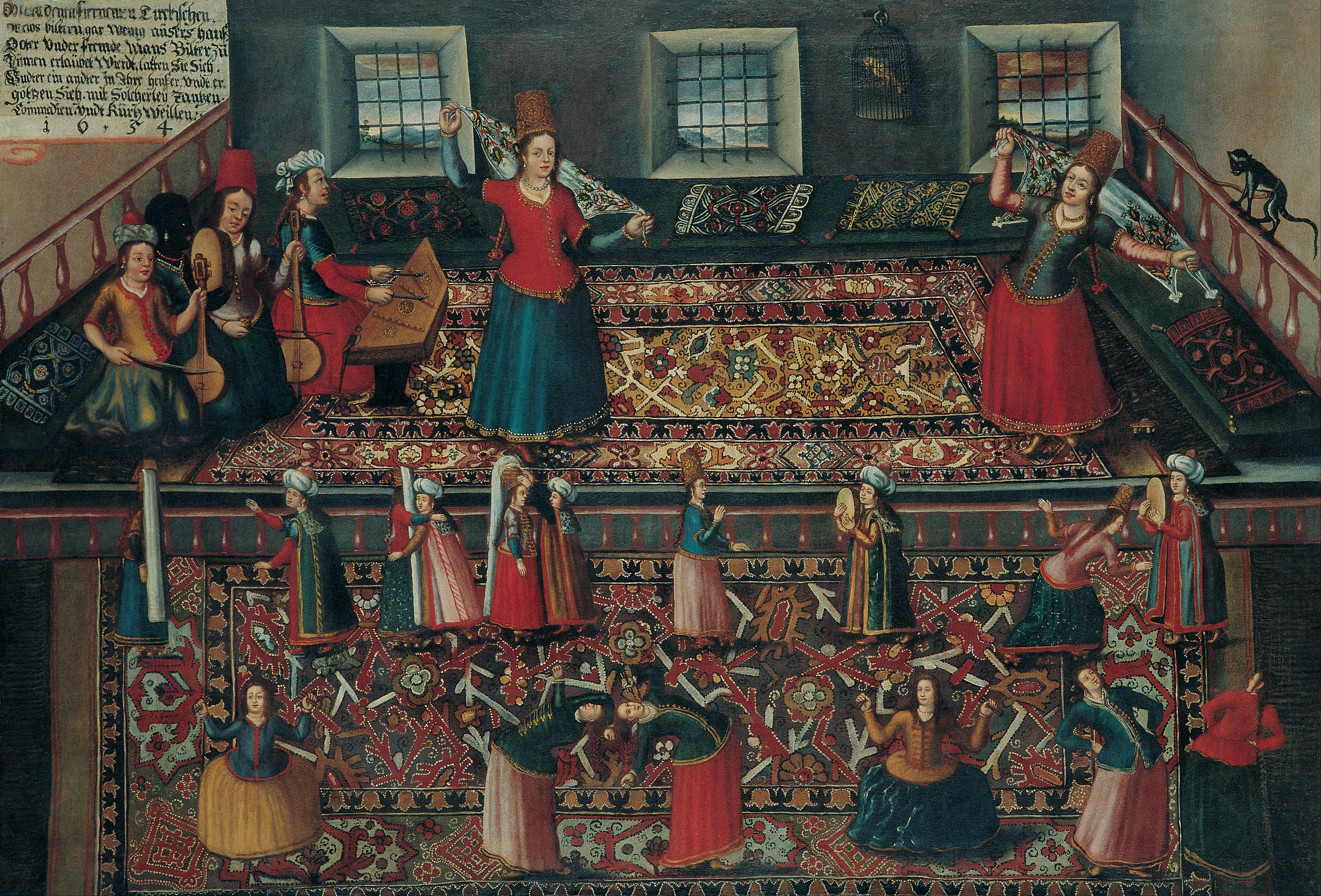
Franz Hermann, Hans Gemminger, Valentin Mueller: Török hárem

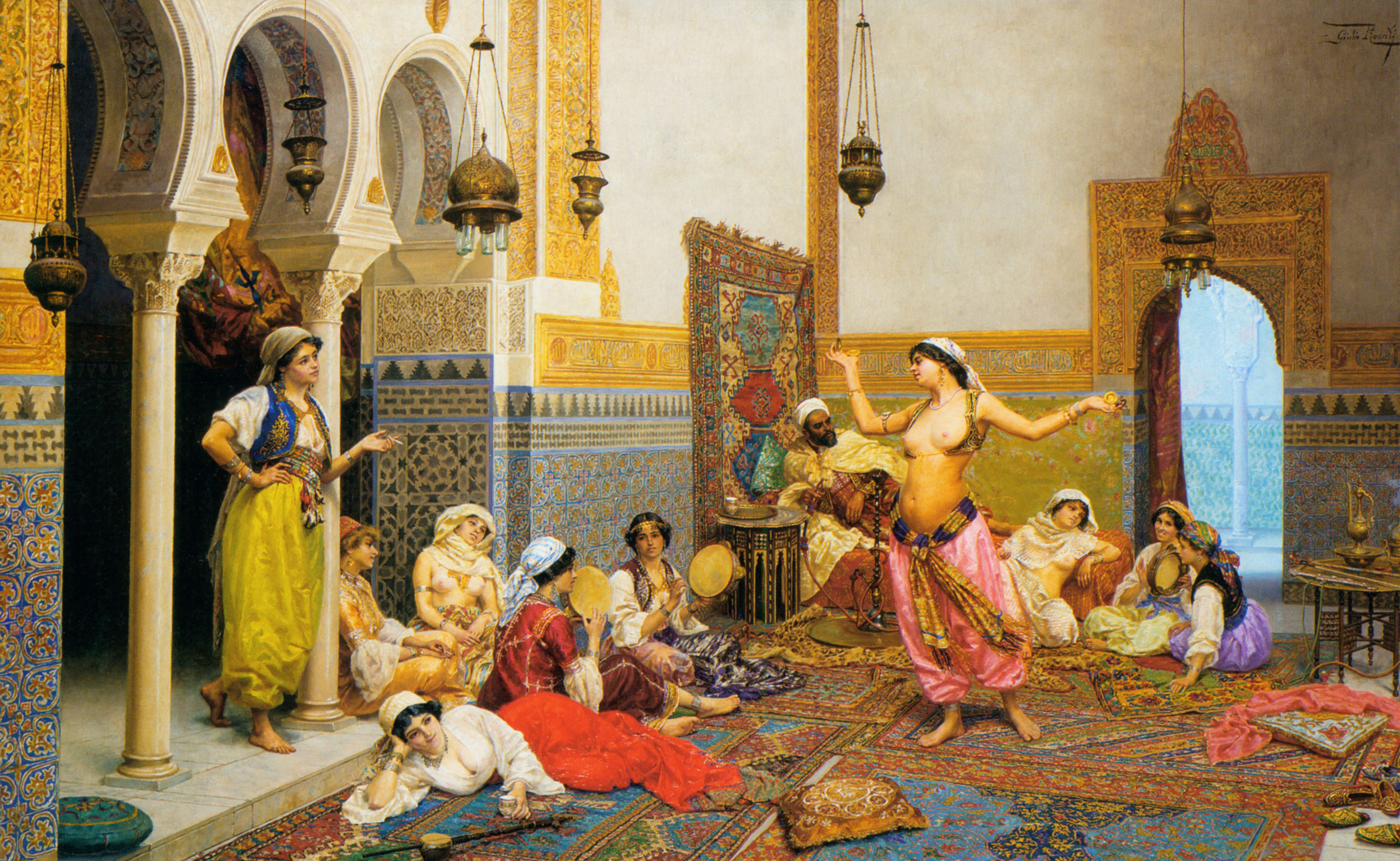
Giulio Rosati: Tánc a háremben

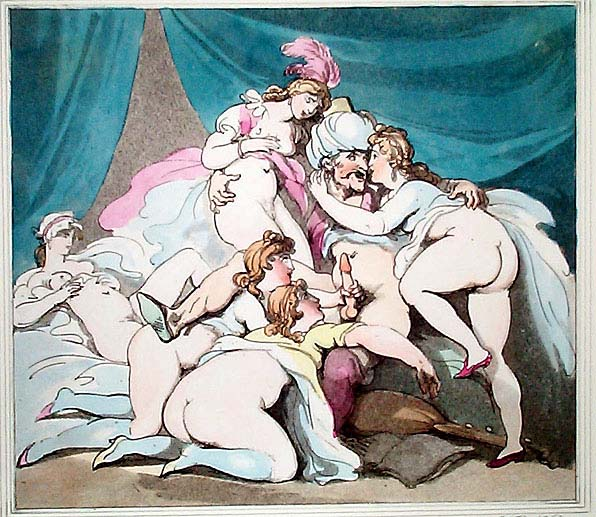
Thomas Rowlandson: Hárem

A hárem otthont adhat a férfi feleségének vagy feleségeinek, pubertás előtti fiú gyermekeinek, hajadon lányoknak, női háztartási munkásoknak. A múltbeli királyi, szultáni háremekben az ágyasokat is a háremben helyezték el.
Az iszlám törvényei szabályozták, hogy egy férfinak legfeljebb négy felesége lehetett, azonban arra nem volt előírás, hogy hány  ágyast tarthat.

## Történet
A hárem nem a muszlimok találmánya, már az ókori Keleten is ismert volt. Az ókori, iszlám előtti Asszíriában, Perzsiában és Egyiptomban a királyi udvarok többségében volt egy hárem, amely az uralkodó feleségeiből és ágyasaiból, női kísérőikből és az eunuchokból állt.
Legendássá a középkorban, az Oszmán Birodalom idején vált.
A török férfiaknak mindössze tíz százaléka engedhette meg magának a háremet mint státuszszimbólumot. Leginkább az Oszmán Birodalom szultánjai kapcsán ismerjük, kiknek feleségei, gyermekei és ágyasai laktak a palota háremében. A hárem élén a szultán édesanyja, a válide szultána (anyaszultán) állt. A szultán palotájában a háremet „Dar’üs Saade“-nek nevezték, amelynek jelentése az „öröm háza”, „boldogság kapuja”.
Még a 20 század elején az arab országok gazdag házaiban is gyakoriak voltak a nagy háremek.

### Az oszmán szultáni hárem
Az oszmán szultáni szerájnak is fontos része volt a hárem, a nők és gyermekek lakótere. Ezt deszka- vagy kőfal vette körül, és tiltott terület volt mindenki előtt, aki nem tartozott a szűken vett családhoz. A tilalom és a fal védte a hárem lakóit védte a külső világtó|, de a benti életet sem engedte
hatni a falon kívülire. A Topkapi palotában a legfontosabb államügyeket intéző államtanács, a díván épületének fala mögött közvetlenül kezdődött a hárem.
A birodalom felemelkedésének idején, amíg Kisázsiában és a Balkánon még léteztek önálló államok, a veszélyben lévő uralkodók lányai lettek a szultánok rangban első feleségei. E diplomáciai házasságokban a feleségeknek az a feladat jutott, hogy személyükben részei legyenek az államközi kapcsolatoknak, új uruknak és birodalmának pedig örökösöket szüljenek és neveljenek. A birodalom első századaiból a szultán-feleségekról nevükön és származásukon kívül alig jegyeztek fel valamit. A 16. századtól magasabb származású arák helyett vásárolt és ajándékba kapott rablányokkal telt meg a hárem. Nagy Szulejmán korában már többszáz volt belőlük, a 17. század második felében a francia követ becslése szerint mintegy négyezren voltak.
A rabnők nagy része a hárem mindennapi munkáit végezte. Uruk csak keveseket szólított magához közülük, többségük soha nem látta a szultánt. Ha az uralkodó a hárembe látogatott egyik gyengélkedő feleségének vagy gyermekének meglátogatására, ezüstszegekkel kivert cipőt viselt, hogy a léptei pengése szétrebbentse a nőket; kifejezett óhaja nélkül a szeme elé sem kerülhettek.
A mindennapok unalmát azok az ünnepek élénkítették, amelyekben a hárem is részt vehetett, főleg a szultán lányainak fényes lakodalmai. A több napos ilyen ünnepségek mellett egyszerűbb esküvők is voltak: III. Murád oszmán szultán szultánnak halálakor, 1595-ben huszonhat hajadon lánya volt a háremben, a gyors esküvők során még közrendű katonáknak is jutott közülük.
Ha egy rabnő örököst szült, törvényes feleséggé lépett elő, jövedelmet, kincset érő ruhákat, ékszereket és szolgálókat kapott, anyasága jeléül pedig kis aranykoronát. Az asszonyok egy részét, különösen az elhunyt uralkodók rabnőit, időnként a kiházasították vagy egyszerűen felszabadították és szélnek eresztették.
A bukott főemberektől a vagyonuk, hatalmi jelképeik sorában a szultáni hercegnő rangú feleségeiket is visszavették. A 17. század második felében négy budai pasa is – természetes vagy erőszakos halála előtt – asszonyának mondhatta Átikét, IV. Mehmed oszmán szultán húgát.
A háremben nagy harcok folytak a feleségek és az anyaszultánnők között a szultán feletti befolyásért, fiaik elsőbbségéért. A 17. századtól az új szultán trónra lépésekor már nem végezték ki automatikusan összes testvérét, de a különböző asszonyoktól született, itt fogva tartott ifjú hercegek élete állandó veszélyben forgott. Ekkoriban már a trónra jutott szultánok sem tudták kivonni magukat a hárem befolyása alól. Beköszöntött az korszak, amit a törökök az asszonyok szultánságának neveznek. Az anyaszultánok (válide szultána), vagy az ő halála után az első feleség, a haszeki szultána és a többi rivalizáló feleség rendszeresen beavatkoztak az államügyekbe csakúgy, mint a hárem másik hatalmassága, a fekete (néger) eunuchok főnöke, a kizlar agaszi, aki a birtokában lévő vallási alapítványok révén hatalmas vagyonnal is rendelkezett. (A fehér bőrű eunuchok vagy fehér agák a Topkapi palotának a háremet is magába foglaló harmadik udvarának külső kapuit őrizték, vezetőjük a kapi agaszi volt.) A 17. században ő lett a szultáni szeráj harmadik legbefolyásosabb embere a nagyvezír és a vallási vezető, a sejhüliszlám után.

## Más kultúrákban

### Ázsia
Az iszlám világon kívül is léteztek háremek, például a kínai császároknak, a mongol kánoknak és a koreai királyoknak is volt „háremük”, azaz több feleségük és ágyasaik.
Asókának, a Maurja Birodalom indiai császárának körülbelül 500 nőből álló háreme volt. 

### Amerika
Mexikóban, II. Montezuma azték uralkodónak, – aki Cortéssal találkozott, – 4000 ágyasa volt; és az azték nemesség minden tagjának annyi hitvese volt, amennyit megengedhetett magának.

### Afrika
Afrikában sok törzsfőnöknek háreme volt. Az egykori zulu királynak, Goodwill Zwelithininek például hat felesége volt, és a nigériai főnökségi rendszer tagjainak is háremeik voltak.  

### Európa
Oroszországban, a Moszkvai Nagyfejedelemségben a nemesi házak azon területe, ahol a nők elzárkózva éltek, terem néven volt ismert. 